# Dosquebradas
Dosquebradas es un municipio colombiano perteneciente al departamento de Risaralda, contiguo a la ciudad capital del departamento, Pereira (comunicado a través del Viaducto César Gaviria Trujillo). Dosquebradas es la segunda ciudad del departamento a nivel poblacional, forma parte del Área Metropolitana de Centro Occidente (AMCO) y es uno de los principales centros industriales del Eje Cafetero.
Dosquebradas deriva de su nombre a 2 quebradas que atraviesan el municipio, que son Santa Teresita y Las Garzas, por ello nacen grandes riachuelos que nacen en las montañas y que pasan a lo largo del municipio. Posee dos corregimientos que son Las Marcadas y la Serranía del Alto del Nudo, ambos con corredores turísticos y ecológicos que presentan una buena oferta de turismo y gastronomía en el ámbito regional y nacional. 
Hasta el municipio de Dosquebradas llega el transporte público y el transporte masivo Megabús de la ciudad de Pereira.

## Límites
Norte: Marsella, Santa Rosa de Cabal
Sur: Pereira
Oriente: Santa Rosa de Cabal
Occidente: Pereira

## Historia

### Inicios
El territorio que hoy ocupa el municipio de Dosquebradas estuvo habitado desde antes de la Colonia por la nación quimbaya.
Este territorio fue descubierto por el Capitán Jorge Robledo, al penetrar en dicha provincia a su regreso de Arma en el año de 1540.
Se internó con algunos soldados desde Irra a explorar las tierras altas que se presentaban al suroeste. El cacique Cananao gobernante de 
Irra, temeroso por la proximidad en su territorio de los cristianos o españoles, salió a su encuentro y como para buscar la amistad y darla buena acogida, le obsequió una gran vasija de oro en forma de casquete, procedente, según declaraciones del cacique de una tribu cuyos señores “se servían con oro y tenían ollas y todo servicio en oro” Fue esta la primera vez que Robledo supo de la existencia de los quimbayas.
Estas declaraciones despertaron el interés de los españoles en este territorio. Cabe acotar que el imperio quimbaya, el cual poblaba parte de lo que hoy es Valle del Cauca, Risaralda, parte de Caldas y todo el Quindío, estaba integrado por unos 80.000 aborígenes, con un gobierno bien organizado y de una cultura milenaria, contrario a la denominación de salvajes que recibieron por parte de los conquistadores, para justificar su eliminación, hasta obtener casi el exterminio total de estos. En lo que políticamente es hoy Dosquebradas, habitó inicialmente una familia de quimbayas denominada Putamaes, cazadores, belicosos y sólo amigos de sus vecinos para los trueques establecidos por los quimbayas.
Habitaron estos antepasados en las laderas y colinas que rodean el valle de Dosquebradas, el cual era rico en aguas y vegetación silvestre, propia del clima.
Si la civilización Chibcha es la denominada la del maíz, la de los quimbayas puede denominarse de la guadua, y la de los Putamaes en particular, la del oro.
Los pobladores de Dosquebradas sobre sus colinas, observaban la llanura sembrada de guadua en medio de las interminables lagunas de su Valle, lagunas originadas por el continuo desbordamiento de sus múltiples quebradas y riachuelos ocasionado por su abundante riqueza hidrográfica y su alta precipitación fluvial que a su vez originó que los naturales buscaran refugio a las laderas y colinas que lo bordean.

### Industrialización
Ya en 1948 se vislumbraban los primeros asomos de la industrialización y se inicia la construcción del edificio de la fábrica de comestibles la Rosa, por la compañía norteamericana Grace Line, Dos años después la fábrica de Paños Omnes. propiedad de la firma Compañía de Tejidos de lana Omnes S.A. de la mundialmente conocida casa productora de paños P. Cía. Toutlemonde, se establece en Dosquebradas e inicia su montaje.
La junta de Fomento del Corregimiento de Dosquebradas, que en ese entonces velaba por el desarrollo de la región, exonera de impuestos por un plazo prudencial a las empresas que desearan establecerse en Dosquebradas, inmediatamente las fábricas y empresas empiezan a surgir masivamente, dada su comodidad y estratégica ubicación entre el triángulo de oro: Cali, Medellín, Bogotá.
El corregimiento de Dosquebradas dependía geográfica y políticamente del municipio de Santa Rosa de Cabal, que a su vez dependía en ese entonces del Departamento de Caldas.
Posteriormente se independizó de Santa Rosa de Cabal en 1972, dada la cercanía extrema a la vecina ciudad de Pereira, se convirtió en una ciudad satélite de esta capital, relación que prevalece hasta hoy, y que le ha dado un carácter más comercial.

### Tragedia de 2011
El día 23 de diciembre del 2011, en el sector conocido como La Romelia, en el barrio Villa Carola, de la comuna 10 de Dosquebradas, ocurrió una tragedia por la explosión de un poliducto. Según datos preliminares, al menos 13 personas murieron y más de 80 resultaron heridas. Como causa de la explosión se habla de un posible robo de gasolina. La entonces alcaldesa de Dosquebradas, Luz Ensueño Betancur, señaló que más de 400 personas resultaron damnificadas por esta tragedia. Varios heridos presentaron quemaduras de segundo y tercer grado y fueron atendidos en centros asistenciales del municipio y de Pereira. Según la Alcaldía de Dosquebradas, los heridos fueron atendidos en los hospitales Santa Mónica, San Jorge, Los Rosales, la Clínica Comfamiliar y otros centros médicos.
El día de la tragedia, Ecopetrol, que es la administradora y operadora de los poliductos del país, se apersonó de la situación y el ministro de Minas y Energía señaló:

[…] que el flujo de combustible por el tubo fue suspendido y que una comisión de directivos y técnicos de Ecopetrol atienden la emergencia surgida”. […] las primeras investigaciones señalan que la explosión sería por el fuerte invierno que padece ese sector del país. Descartando así el supuesto robo de gasolina. La fuertes lluvias, según Cárdenas, causaron un movimiento de suelo que tensionó la tubería fracturándola de tal manera que se produjera este suceso lamentable. El combustible comenzó a filtrarse a lo largo de la bocatoma de la quebrada Aguazul. Su expansión a través de la corriente lo llevó a un punto caliente, que fue lo que al final produjo la fuerte explosión.[cita requerida]

La Contraloría General de Colombia publicó un estudio donde indica que la tragedia también pudo ocasionarse por falta de mantenimiento a las redes del poliducto.

## Hidrografía
El municipio de Dosquebradas tiene un gran número de quebradas y de ríos, que nacen en las partes altas de las vertientes oriental y occidental. La principal cuenca del municipio es la quebrada Dosquebradas, la cual es formada por la unión de las quebradas Manizales y Aguazul y desembocan en el río Otún. La red de hidrografía se forma de manantiales, nacimientos y riachuelos en las parte altas del municipio y de ella dependen varios acueductos comunitarios tanto rurales como urbanos que abastecen a más de 100 000 habitantes.[cita requerida]
Las principales redes hidrográficas del municipio están conformadas por las siguientes quebradas:[cita requerida]

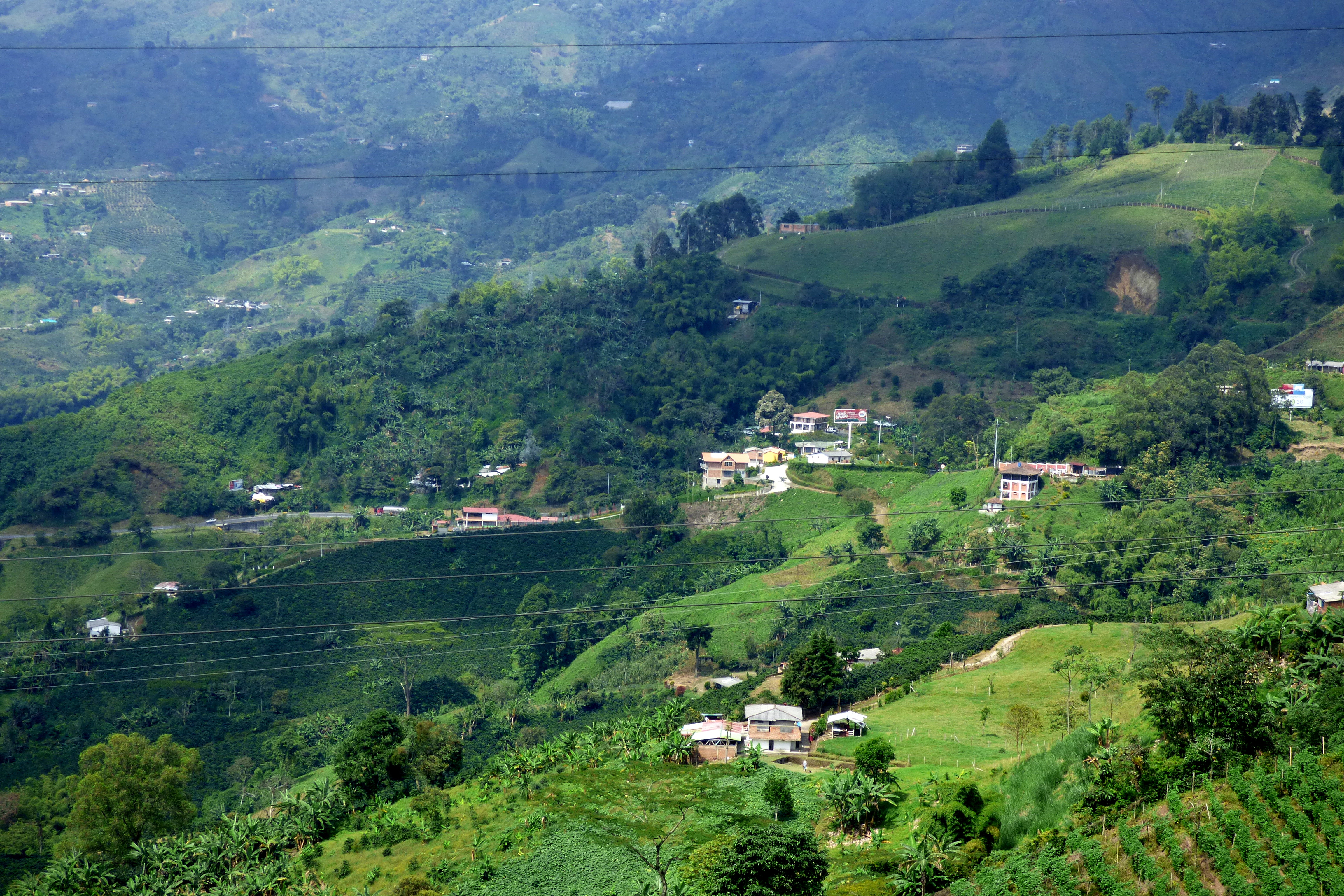
Vereda Boquerón en donde nace las principales arterias fluviales del Municipio

- Río Otún
- Dosquebradas
- La Víbora
- Frailes
- Gutiérrez
- La fría
- Aguazul
- Manizales
- La Amoladora
- Tominejo
- La Soledad
- Molinos
- San José
- La Cristalina

## Clima
El clima de Dosquebradas es un clima muy variable y agradable, su altitud está entre los 1450 y 2150 m s. n. m., pero su casco urbano tiene un promedio de altura de 1520 m s. n. m., y su temperatura oscila entre los 18 °C y los 30 °C. Es frecuentada por lluvias, sobre todo en horas de la tarde, debido a que es una ciudad pie de cordillera. Las mañanas son frescas, con tardes tibias y noches frías.

## División Político-Administrativa
Además de su cabecera municipal, Dosquebradas tiene bajo su jurisdicción los siguientes centros poblados:
- Aguazul
- Alto del Toro
- Buenavista
- Comuneros
- El Cofre
- El Estanquillo
- La Divisa, parte alta.
- La Esmeralda
- La Playita
- La Unión
- Naranjales
- Santana Baja
- Villa Carlota

Estos centros poblados se encuentra distribuidos en los corregimientos: Las Marcadas y Serranía Alto del Nudo.

### Área Metropolitana de Centro Occidente

Ubicación de Dosquebradas en el Área Metropolitana

El Área Metropolitana de Centro Occidente es una entidad político-administrativa que está ubicada en el departamento de Risaralda. Ubicada en el valle del Otún, río con 346 km de longitud, el más importante de la cuenca y la principal fuente de abastecimiento de agua para Pereira y parte de Dosquebradas. Su núcleo principal es la ciudad de Pereira, y sus municipios satélites son Dosquebradas y La Virginia; tiene 709 338 habitantes. Fue creada por la Ordenanza N.º 20 de 1981 por la Asamblea de Risaralda.
La Ordenanza 020 fue modificada en 1991 por la Ordenanza n.º 14 del 26 de marzo de 1991, para establecer los municipios adscritos: Pereira, Dosquebradas inicialmente y con posterioridad el municipio de La Virginia. Dosquebradas es el segundo municipio en importancia en el departamento y el cuarto en el Eje Cafetero, con una población de 202.789 habitantes

## Turismo

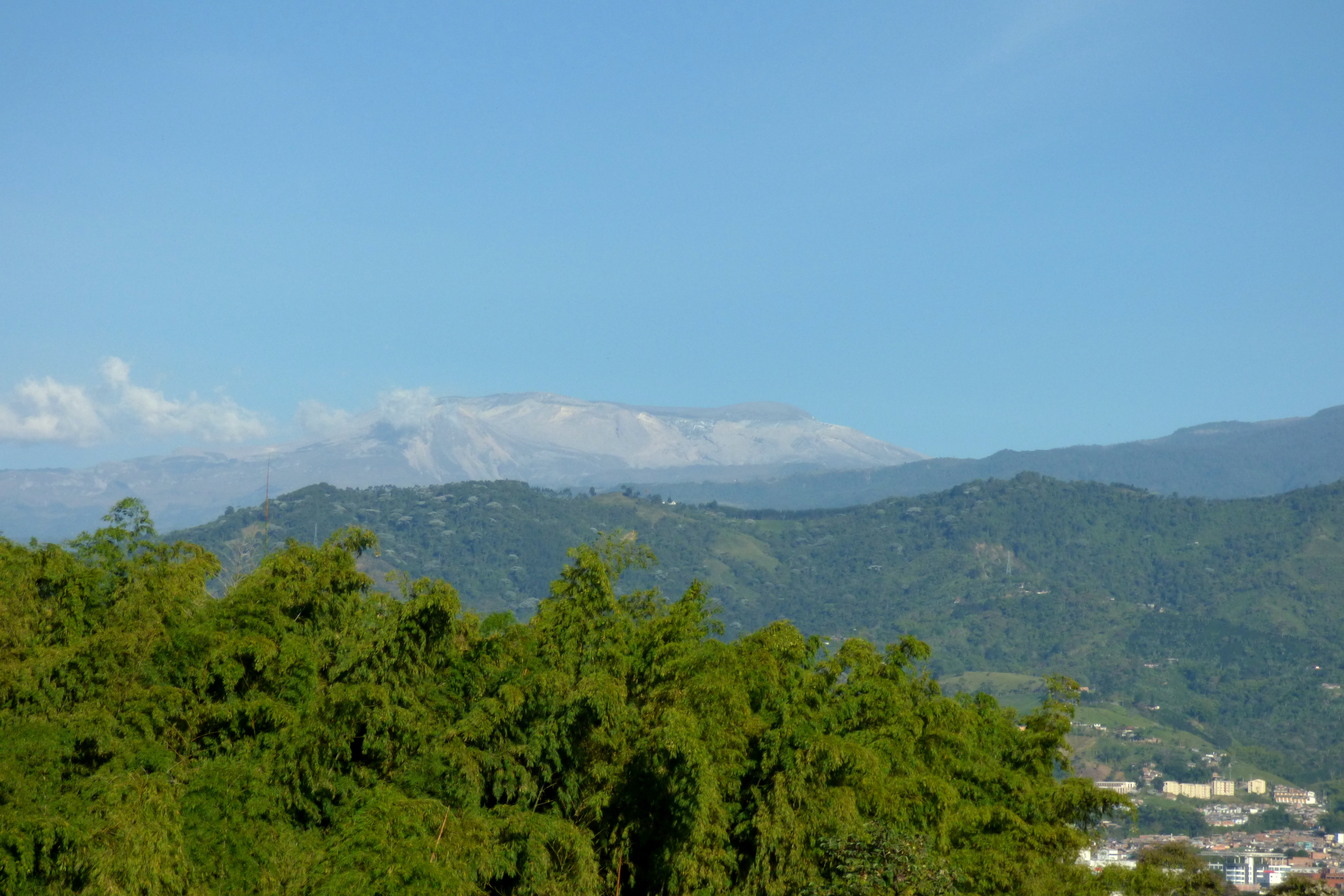
El Nevado del Ruiz en los días Soleados desde las partes altas del Municipio en las Veredas Alto del Oso y Molinos

Dosquebradas hace parte del Paisaje Cultural Cafetero (PCC) declarado por la UNESCO en el año 2011, allí se desarrollan cultivos de café y  plátano en terreno de ladera y montaña, de las que gran parte del municipio está conformado;  otro de los elementos de este paisaje es la guadua, símbolo insignia del Eje Cafetero que se  puede ver y admirar en gran número de veredas y en la zona urbana. Todas estas características mencionadas han servido para que Dosquebradas se fortalezca en el sector turístico y comercial y se muestre así ante el mundo con sus sitios de interés, peregrinación, historia y gastronomía. 
La localidad cuenta con lugares de peregrinación, como el Santuario de la Virgen de la Pureza, ubicada en el sector del Alto del Oso. Desde allí se puede conocer El Camino de los Venados, por una vía en la que puede llegarse al Santuario. La Iglesia de la Capilla, ubicada en el barrio que lleva su mismo nombre, es un sitio histórico pues es la primera iglesia construida en el municipio en la década de los cuarenta,y de la cual se tienen registros de fotos y archivos antiguos. Otro de los lugares de turismo e historia son las Piedras Marcadas, ubicada en la vereda Alto del Toro, en donde podemos encontrar petroglifos en las rocas alrededor de la quebrada, vestigios de la cultura quimbaya, tribu que vivió y estaba asentada en el municipio antes de la llegada de los españoles a América. Más adelante encontramos la quebrada La Cristalina, sitio especial en el que sus aguas, como su nombre lo indica, son particularmente cristalinas y puras.
Otro sitio muy importante es la cascada de La Argentina en la serranía del Alto del Nudo, en donde se está desarrollando el proyecto del Mirador del Alto del Nudo, liderado por la Gobernación de Risaralda y que tiene la intención de atraer turistas de Colombia y de otros países. Otros sitios turísticos relevantes son el mariposario de Bonita Farm, la ermita y las minas del Socorro; en la parte urbana podemos visitar el Lago de la Pradera, sitio de esparcimiento de las familias en los fines de semana, que cuenta con senderos ecológicos y el lago en donde hay patos, gansos y variedad de flora y fauna de la región.

### Sitios de interés
- Parque Municipal Lago de la Pradera
- Piedras Marcadas con Petroglifos en la Vereda Alto del Toro
- Parque Regional Natural La Marcada
- La Cristalina

- Santuario de la Virgen de la Pureza en el Alto del Oso
- Camino de los Venados
- Parque Municipal Lago de la PraderaGrallaria guatimalensis es un ave que alberga Bonita Farm, lugar de admiración de aves y mariposas

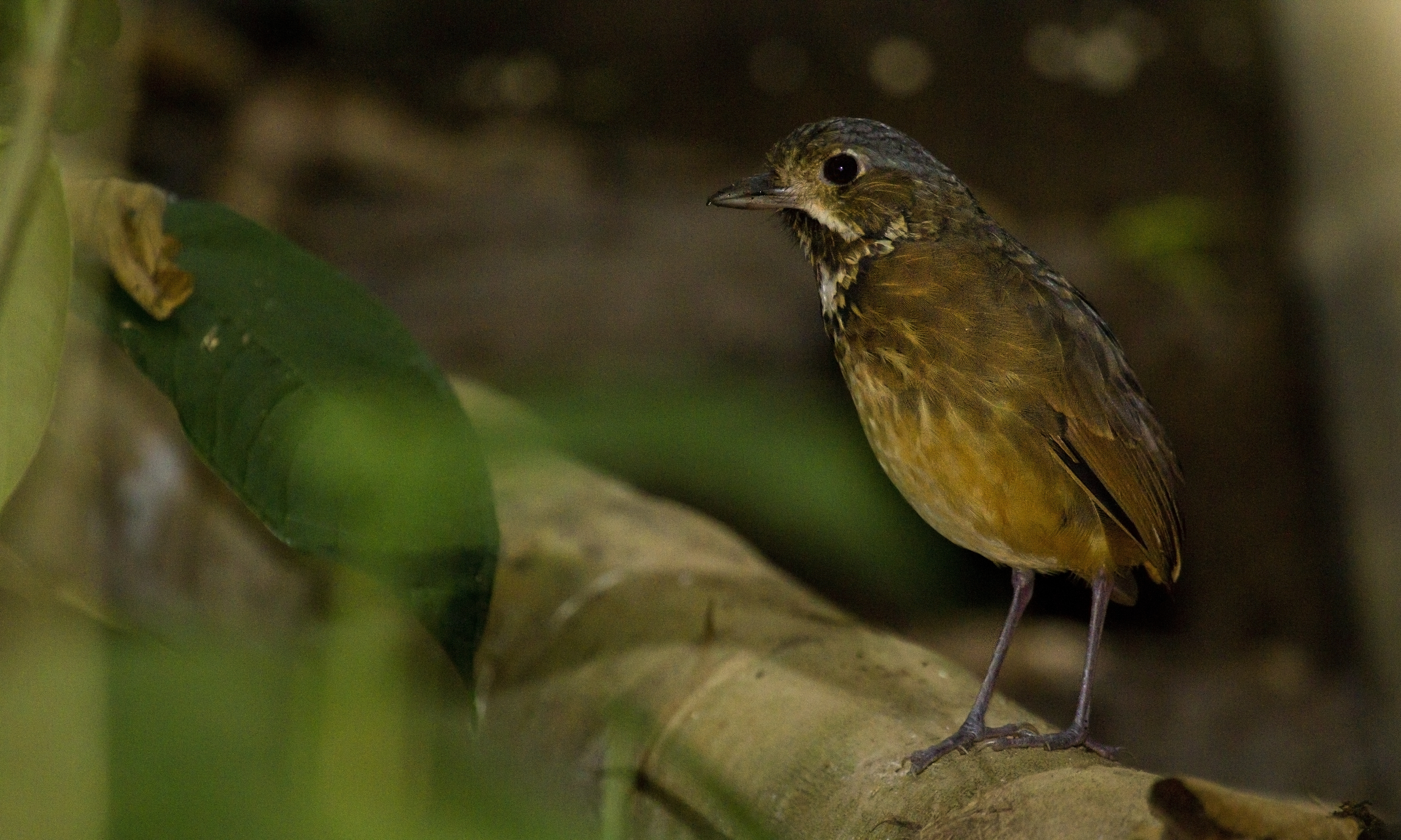
Grallaria guatimalensis es un ave que alberga Bonita Farm, lugar de admiración de aves y mariposas

- Iglesia de la Capilla en los Barrios de la Capilla y de Santa Teresita
- Parque Regional Natural Serranía del Alto del Nudo
- Mirador del Alto del Nudo Fomentado por el Departamento (En Construcción)
- Cascada del Chaquiro
- La Ermita de Las Minas del Socorro
- Mariposario Bonita Farm
- Club Centro Recreativo de la Tercera Edad
- Corredor Gastronómico de la Pradera
- Puente Helicoidal

## Festividades
- Fiestas del Progreso: Esta Festividad se lleva a cabo en los últimos días de noviembre y las primeros días de diciembre, en donde se conmemora el aniversario de vida político-administrativa del municipio de Dosquebradas. El día 6 de diciembre se hace memoria de la fundación y nacimiento de Dosquebradas como municipio de Risaralda con Parada Militar y desfiles en las principales avenidas de la ciudad.[cita requerida]
- Festival Internacional de Cine de Dosquebradas FESTICINE: Organizado por la Fundación Charlot cada año en honor a las artes del cine, drama y la memoria del actor Charles Chaplin. Desde el año 2006 se celebra con invitados internacionales. Se celebra en el mes de octubre en escuelas, colegios, parques y fundaciones que apoyan la cultura del Municipio.[cita requerida]
- Eje Moda: Realizado por la Cámara de Comercio de Dosquebradas. Busca fomentar la industria, la moda, la innovación, la creatividad y el emprendimiento de la región. Se lleva a cabo en la tercera semana del mes de mayo en EXPOFUTURO.[cita requerida]

## Transporte y vías

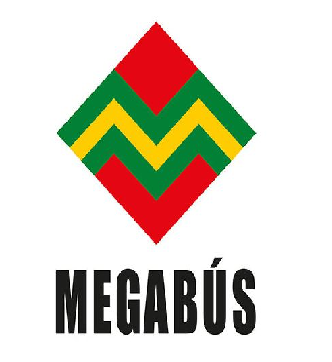
Logo de Megabús como símbolo de Integración del Área Metropolitana

El Municipio de Dosquebradas es uno de los Municipios que pertenece al Área Metropolitana del Centro-Occidente (Amco) conformado por los municipios de Pereira, Dosquebradas y La Virginia la cual goza de transporte público hacia diferentes sectores de la ciudad. Cuenta con un sistema de operación en el desplazamiento de pasajeros de Dosquebradas hacia Pereira y sentido contrario: es el Megabús, transporte público y privado para una buena comodidad y movilidad en la zona urbana y rural de Dosquebradas. Estos son los sistemas de transporte público que funcionan en el Municipio.

### Megabús
En 2006 se inauguró el sistema de transporte masivo, (el tercero del país, y el único de las ciudades intermedias), compuesto por buses articulados de tránsito rápido y alimentadores, denominado Megabús, que sirve a los municipios de Pereira, Dosquebradas y La Virginia, mueve más de 200 000 pasajeros diariamente, se está proyectando también a movilizar a los habitantes de Santa Rosa de Cabal y el municipio de Cartago, condicionado a que estos decidan formar parte del Área metropolitana de Centro Occidente (AMCO)
Funcionan varios Alimentadores de color amarillo que transportan a pasajeros desde diferentes sectores de la ciudad. Cuenta con un intercambiador de Articulados de color verde en el Centro Comercial El Progreso, con estaciones de desplazamiento en la Avenida Simón Bolívar. Este sistema a lo largo del tiempo ha permitido llegar a más del 60 % de la ciudad desde 2016 hasta hoy.

### Transporte Público Colectivo
La ciudad, también cuenta con TPC, el Sistema de Transporte Público Colectivo convencional, regulado por el Área metropolitana de Centro Occidente, y que presta su servicio a esta misma organización geográfica (Pereira, Dosquebradas y La Virginia). Dicho sistema cuenta con más de 20 rutas que recorren cada barrio de las ciudades del área, antes de la llegada de Megabús movilizaba a la mayoría de la población, sin embargo, año tras año su uso a decrecido y ha aumentado el del Sistema Integrado de Transporte Masivo, generando la eliminación de ciertas rutas y la chatarrización de centenares de buses contaminantes. Actualmente, las siete empresas de este sistema de transporte (Súperbuses, Urbanos Pereira, San Fernando, Urbanos Cañarte, Servilujo, Transperla y Líneas Pereiranas) trabajan de la mano con Megabús.

### Transporte intermunicipal e interdepartamental
Dosquebradas goza de buen Transporte Intermunicipal, es decir cuenta con buses que se desplazan hacia otros Municipios de Risaralda como Santa Rosa de Cabal con empresas como Mosarcoop, Líneas Pereiranas, Expreso Alcalá, Cooprisar entre otros y los buses Interdepartamentales hacia otros destinos como Manizales, Medellín, Chinchiná y la Costa Caribe en donde este es paso obligado para estos destinos de Origen Nacional

### Avenidas y vías

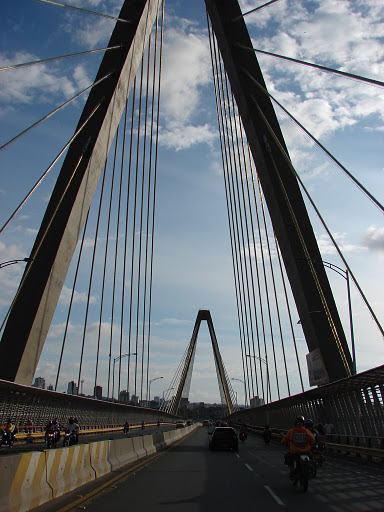
Viaducto Cesar Gaviría Trujillo, vía que conecta o que une Pereira con Dosquebradas.

La ciudad cuenta con una red de acceso de Vías y Avenidas por los departamentos de Caldas, Valle y Quindio, con carreteras interdepartamentales como la denominada "Autopista del Café" y la Autopista La Romelia-El Pollo la cual esta comunica con las Avenidas que tiene el Municipio de Dosquebradas, A continuación algunas avenidas que tiene la Ciudad:
- Viaducto César Gaviria Trujillo
- Simón Bolívar
- El Ferrocarril
- Los Molinos
- El Japón
- La Circunvalación o Anillo Vial de Frailes-La Pradera
- Avenida Las Torres-Don Bosco
- Variante Turín-La Popa en el Sector de la Badea
- Intercesión Vial de La Popa-San Judas
- Sector Vial de El Bohío-Los Campestres A,B,C

### Educación
El Municipio de Dosquebradas goza de un grupo de colegios que buscan educar los futuros ciudadanos de la región, formación que no sólo se sumerge en lo académico sino en lo humano, entre las principales instituciones se encuentran:

#### Colegios Oficiales y Privados
- Institución Educativa Agustín Nieto Caballero
- Colegio Monseñor Baltasar Álvarez Restrepo
- Colegio Institución Educativa Juan Manuel González
- Colegio Institución Educativa Nueva Granada
- Institución Educativa Santa Isabel
- Colegio Institución Educativa María Auxiliadora Salesianas
- Institución Educativa Pablo Sexto
- Institución Educativa Santa Juana de Lestonnac
- Institución Educativa Santa Sofía
- Colegio Institución Educativa Popular Diocesano
- Institución Educativa Manuel Elkin Patarroyo
- Institución Educativa Nuestra Señora de Guadalupe
- Institución Educativa Cristo Rey
- Institución Educativa Hogar Nazareth
- Institución Educativa Bosques de la Acuarela
- Institución Educativa Empresarial
- Institución Educativa Fabio Vásquez Botero
- Institución Educativa Bombay
- Instituto Comfamiliar Risaralda
- Colegio Salesiano San Juan Bosco
- Instituto Tecnológico Dosquebradas
- Institución Educativa Eduardo Correa Uribe
- Colegio Rodolfo Llinas

#### Universidades
- Universidad Nacional Abierta y A Distancia UNAD CEAD Eje Cafetero
- ESAP (Escuela Superior de Administración Pública)

### Símbolos

#### Bandera

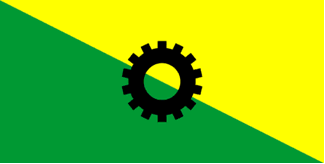
Bandera de Dosquebradas

La bandera fue oficializada por el Concejo Municipal mediante acuerdo n.º 5 de abril de 1983. Presenta 2 colores, amarillo y verde, sesgados con un piñón negro de 14 dientes en el centro:
- El amarillo en la parte superior derecha representa la riqueza de los suelos del Municipio y la historia de la tribu Quimbaya, tribu que fue conocida por el oro y que estuvo asentada en estas tierras.
- El verde en la parte inferior izquierda representa la esperanza de su pueblo.
- El piñón conformado por 14 dientes, plasmado en el centro, simboliza el Emporio Industrial de las fábricas que están en el área urbana.

#### Escudo

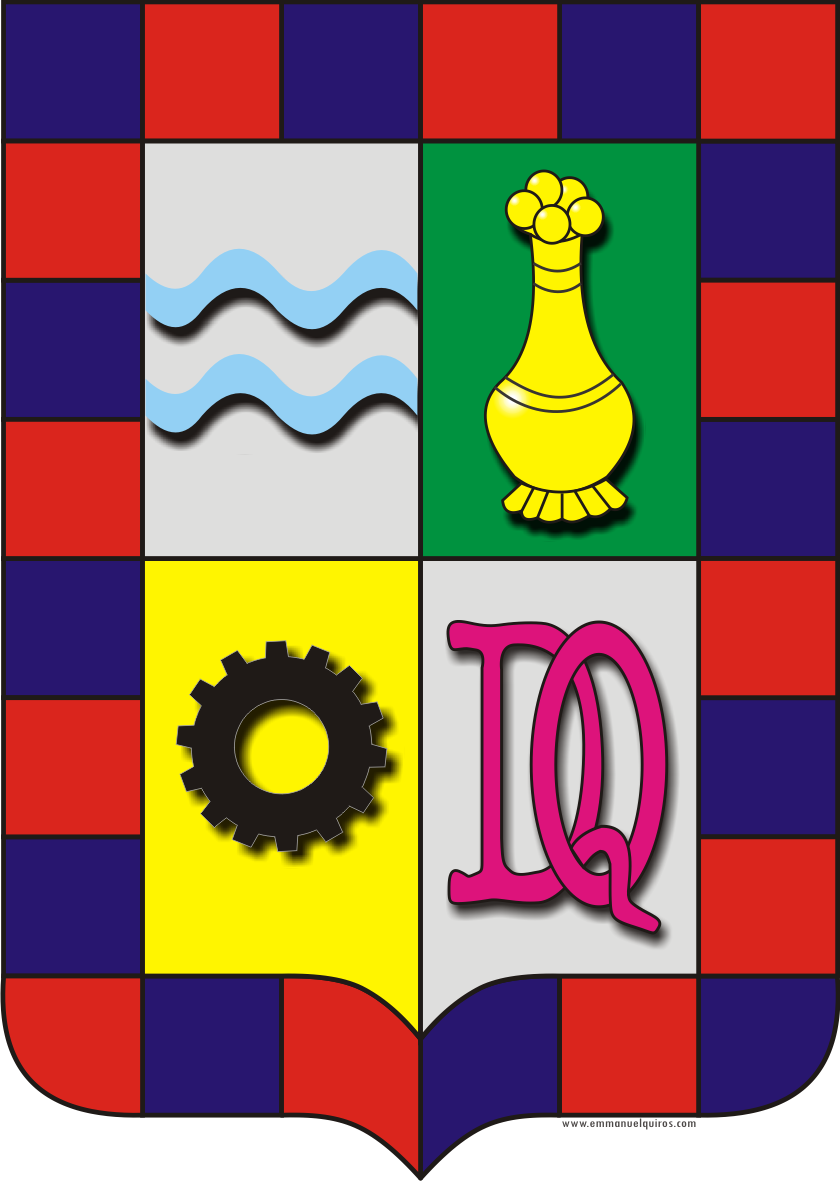
Escudo de Dosquebradas

El escudo de armas se creó mediante Acuerdo 015 del 18 de noviembre de 1985 por el Concejo del Municipio, y está conformado por cuatro secciones o carteles:
- El primero es de color gris, en medio están dos ríos o quebradas que dan representación al nombre de nuestro Municipio.
- El segundo es de color verde y tiene un poporo, por ser esta una obra de arte aborigen de los Quimbayas, antiguos pobladores del territorio actual de Dosquebradas.
- El tercero es de color amarillo y en medio de este está representado un piñón de 14 dientes, símbolo de su Industria promisoria.
- El cuarto y último es también de color gris y tiene las letras D y Q entrelazadas de color rojo con bordes de color negro. Su entorno está enmarcado por los colores rojo y azul.

#### Himno
Letra y Música: Aníbal Garcés
CORO:
Oh! Dosquebradas fúlgida estrella
Eres orgullo de la región
Con tus mujeres y tu pujanza
Orlas el cielo del corazón
I
A tus húmedas tierras llegaron
Gentes nuevas de Gran Promisión
Y estas Vidas Humildes Forjaron
Un emporio para la Región
en Cada Flanco de Tus Alturas
Levanta el Brazo del Labrador
En ti Los Hombres Hallan Abrigo
Paz y Justicia, entregas Amor
CORO:
II
Hermoso Valle de los Quimbayas
Donde el Progreso es un Resplandor
Luego de Luchas y de esperanzas
Que dieron Frutos de Sol a Sol
Eres mi Patria de RISARALDA
Mi Dosquebradas don Natural
Por ti mi Espíritu Siempre Canta
Etnia de Ancestro Crisol Industrial
CORO:

## Cultura
Dosquebradas es una ciudad cuna de artistas de la Región. Existe una gran diversidad cultural y artística ( Teatro, Danza, Escritores, Pintura, Escultura, Origami, y actualmente un desarrollo inusitado en el Cine y el Audiovisual).

## Servicios públicos
- Energía Eléctrica: Central Hidroeléctrica de Caldas (CHEC), del grupo EPM, es la empresa prestadora del servicio de energía eléctrica.
- Gas Natural: Efigas es la empresa distribuidora y comercializadora de gas natural en el municipio.

## Hermanamientos
- Tarimoro Guanajuato (2013)[6][7]
- Ciudad Ayala Estado de Morelos (2013)[8]